# 陳慶昌家族
陳慶昌家族為臺灣清治時期於鹿港的陳姓郊商家族。開臺祖為泉州府同安縣出身的陳克勸。「慶昌」為其廈郊之商號，而設立於廈門的對應鹿郊商號為「鶴吉」。陳鶴吉是陳氏最早使用的商號，後來於戴潮春事件爆發之前改為慶昌。慶昌號屬於廈郊，專門在廈門、金門、漳州等地區進行貿易，負責輸出臺灣生產的米、糖，兼營布、染等日常用品。慶昌號之祀神以媽祖與蘇府王爺為主。慶昌號全盛時期自慶昌意樓（中山路121號）至慶昌十宜樓（中山路149號）皆為昔時陳家的產業。慶昌號的成功或許與鎮海威武王蔡牽有關。

## 家系
- 陳克勸

- 陳植柳（陳宗元）

- 長子：陳耀郁

- 三子：陳杰臣

- 次子：陳祈（陳秋鴻）

- 長子：陳培熊

- 長子：陳錫綿（陳子敏）

- 次子：陳育恩
- 三子：陳質芬（陳織雲）
- 四子：陳藻雲
- 五子：陳澄雲

- 三子：陳鳳鳴（陳耀寶）

- 三子：陳貽攀（陳培藤）

- 四子：陳耀曆（陳耀勒）

- 次子：陳培猛

- 陳宗潢（陳植梅）

- 長子：陳耀（陳耀要）

- 長子：陳培界

- 陳植知

- 次子：陳耀玨（陳耀角）

- 次子：陳 鈿

- 長子：陳鈵鏘

- 陳植竹

- 長子：陳耀黨
- 次子：陳耀烈

- 長子：陳式章
- 三子：陳培沃

- 陳植昆
- 陳宗濬

- 長子：陳耀敏

- 四子：陳培德

- 三子：陳履謙（陳祝三）

- 次子：陳團圓

- 陳宗華（陳晚香）

- 長子：陳振德（陳耀漢）

- 次子：陳培堯

- 次子：陳耀乾
- 三子：陳舜雲（陳耀頂）
- 四子：陳懷澄（陳耀河）

- 長子：陳後籛
- 次子：陳幼石
- 三子：陳仰止

## 外部連結
- 臺灣歷史人物小傳 - 明清暨日據時期 / 陳耀 （页面存档备份，存于）